# Tipula (Microtipula) guerreroensis
Tipula (Microtipula) guerreroensis is een tweevleugelige uit de familie langpootmuggen (Tipulidae). De soort komt voor in het Neotropisch gebied.